# Petr Kozánek
Petr Kozánek (* 8. května 1949 Kyjov) je český politik, signatář Charty 77, poslanec ČNR za OH později nezávislý, vnuk Karla Kozánka. Od narození žije se svou rodinou v Kyjově, je ženatý a spolu se svou ženou vychoval šest dětí.
Stal se známým svým sporem s prvním českým hladovkářem Miroslavem Marečkem.

## Několik vět
Před listopadem 1989 rozšiřoval spolu s Miroslavem Marečkem prohlášení "Několik vět". Miroslav Mareček byl uvězněn. Později mezi nimi došlo ke sporu. Signatář charty 77 Miroslav Mareček držel první politicky motivovanou hladovku v Československu, vydržel ji přes 90 dní. Oslovil tímto krokem vysoké politiky jako byl Václav Havel. Odmítal platit pojištění VZP, měl spor s radnicí a na městské strážníky, kteří jej přišli hlídat zaútočil mačetou.

## 1989 a OF
Dne 24. listopadu 1989 vzniklo v Kyjově Městské Občanské fórum. U jeho zrodu stáli: Ing. Petr Kozánek, Ing. Svatopluk Krajtl a Marek Čmelík. Postupně se přidávali další občané a postupně byly organizačně zajišťovány první spontánní akce a demonstrace.
V listopadu a prosinci 1989 bylo uspořádáno kyjovským OF celkem 7 mítinků, všechny před Domem kultury. Další shromáždění byla při konání generální stávky 27. listopadu, a dále se vytvářelo prostředí pro dialogy s občany a zástupci politických stran:

### Témata prvních svobodných dialogů
1. dialog měl téma politická situace po 17. listopadu 1989
2. dialog se zabýval rokem 1968 po něm následovaných persekucí.

## Mluvčí OF
Dne 4. prosince 1989 si několik stovek občanů zvolilo své první svobodně zvolené mluvčí. Stali se jimi:
- Ing. Petr Kozánek
- MUDr. Richard Zemánek
- Josef Řihák

## Kandidatura do Senátu
V roce 2004 neúspěšně kandidoval do senátu jako nestraník za hnutí NEZÁVISLÍ na Hodonínsku.